# よなは徹
よなは 徹（よなは とおる、1976年11月6日 - ）は沖縄県北谷町謝苅生まれの沖縄民謡歌手である。本名、與那覇徹（よなは とおる）。沖縄県立北谷高等学校、沖縄県立芸術大学卒業。琉球古典音楽では幾つかの受賞歴と資格も有している。FECオフィスと業務提携している。

## 略歴
- 1979年 - 3歳の頃から三線を弾き始める。同じ頃に琉球舞踊を習い始める
- 1993年 - 琉球古典芸能コンクール新人奨励賞受賞（三線・太鼓）
- 1994年 - 琉球古典芸能コンクール新人奨励賞受賞（琉球舞踊）
- 1996年 - 琉球古典芸能コンクール新人奨励賞受賞(笛)＆琉球古典芸能コンルーク優秀選奨賞も受賞（三線）
- 1997年 - 琉球古典芸能コンクール優秀選奨賞(琉球舞踊)＆芸術選賞新人賞受賞（太鼓）。野村流音楽協会教師免許取得（三線）
- 1998年 - 琉球民謡保存会教師免許取得
- 1999年 - 琉球古典芸能コンクール最高賞受賞（三線）＆芸術選賞優秀賞受賞（大鼓）国指定重要無形文化財「組踊」伝承者。長野オリンピック国際ユースキャンプに出演
- 2001年 - 輝け民謡アカデミー箏曲新人賞受賞
- 2002年 - 初ライブツアーする。『第53回NHK紅白歌合戦』に夏川りみのバックミュージシャンとして参加
- 2004年 - 琉球古典芸能コンクール最高賞受賞（笛）フジテレビ「僕らの音楽」に森山良子と三線で共演
- 2005年 - スピッツのアルバム「スーベニア」収録の『ナンプラー日和』に三線で参加し、コンサートツアーにもゲスト出演
- 2010年 - 沖縄タイムス伝統芸能選考会 琉球音楽太鼓最高賞受賞。野村流音楽協会師範免許取得（三線）
- 2012年 - 沖縄タイムス伝統芸能選考会 琉球音楽太鼓グランプリ受賞
- 2015年 - 光史流太鼓保存会教師免許取得

- 2019年 - 沖縄県指定無形文化財沖縄伝統音楽野村流伝承者認定

- 2022年 - 国指定重要無形文化財［琉球舞踊］伝承者認定

琉球古典音楽野村流松村統絃会（笛）教師免許取得

## ディスコグラフィ

### アルバム
- 「よざれ節」（2001年）
- 「三昧連りてぃ」（2003年）
- 「宴〜party〜」（2007年）
- 「Roots 〜琉球祝歌」（2008年）
- 「ふたり唄〜ウムイ継承」（2009年）
- 「RYUKYU SUCCESSION」（2012年）
- 「とぅなか」（2014年）
- 「子の方〜Polaris」（2015年）
- 「Roots〜琉楽継承 其の一」（2016年）

### シングル
- 「北風 NISHIKAZI」（2005年）
- 「ありがくとぅ」（2014年）

### オムニバス
- 「珊瑚抄〜三線による島の唄集〜」（2002年）
- 「珊瑚抄II〜三線による島の唄集〜」（2003年）
- 「珊瑚抄III〜三線による島の唄集〜」（2004年）
- 「カチャーシー・ア・ゴーゴー」（2004年）
- 「連続カチャーシー2005」（2005年）
- 「ウチナーわらべうた」（2005年）
- 「エイサー・DE・スリサーサー」（2006年）
- 「珊瑚抄BEST〜三線による島の唄集〜」（2006年）
- 「RYUKYU BEATLES VOL.1 / 奏琉楽団」（2008年）
- 「RYUKYU BEATLES VOL.2 / 奏琉楽団」（2010年）
- 「ちゅらDisney/ ちゅらDisney楽団」（2016年）

### 参加
- NaotoHiroki&Karatesystems「Travel Sounds」（10曲目「moimoi feat. Talvin Singh、よなは徹、仲村なつき」）（2013年）
- ORANGE RANGE「緑盤」（4曲目「Walk on」）（2016年）

## ラジオ
- 民謡で今日拝なびら （RBCiラジオ、火曜・金曜担当）
- 今夜もチャガモガモーヤ （オキラジ）